# Arthur Whitten Brown

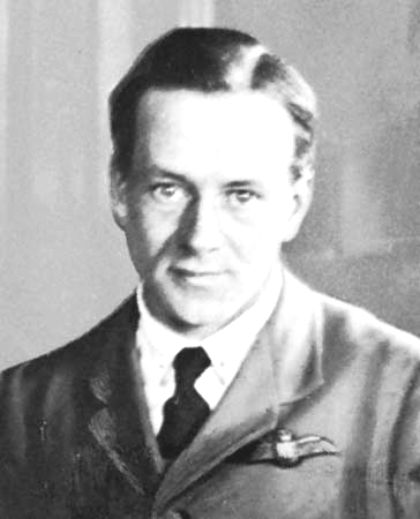
Arthur Whitten Brown, 1919

Sir Arthur Whitten Brown (* 23. Juli 1886 in Glasgow; † 4. Oktober 1948 in Swansea) war ein britischer Flugpionier. Er war als Navigator neben dem Piloten John Alcock Teilnehmer des ersten erfolgreichen Nonstopflugs über den Atlantik.

## Erster Transatlantik-Nonstopflug
Der Transatlantik-Nonstopflug von West nach Ost startete am 14. Juni 1919 um 13:45 h Ortszeit in St. John’s im kanadischen Neufundland. Die Landung erfolgte nach 16 Stunden und 12 Minuten Flugzeit und zurückgelegten 1.980 nautischen Meilen (zirka 3.670 km) in der Nähe von Clifden in Irland. Der Flug wurde mit einem speziell für den Flug umgebauten Vickers Vimy Bomber durchgeführt, der als Langstreckenbomber im Ersten Weltkrieg entwickelt worden war. Während des Fluges musste Brown das Flugzeug verlassen und einen der beiden Motoren vom Eis befreien. Alcock und Brown gewannen mit dem Flug einen von der Londoner Zeitung Daily Mail ausgesetzten Preis von 10.000 £ für den ersten Nonstopflug über den Atlantik. Bei der Landung erwies sich die ausgewählte grüne Wiese als Teil des gefährlichen Derrygimlagh-Moors, so dass die Räder im Sumpf versanken und sich die Maschine auf die Nase stellte. Alcock und Brown blieben unverletzt. Die Motorenentwicklung lieferte Harry Ricardo, das optimierte Flugbenzin die Royal Dutch Shell Company durch Robert Waley Cohen.

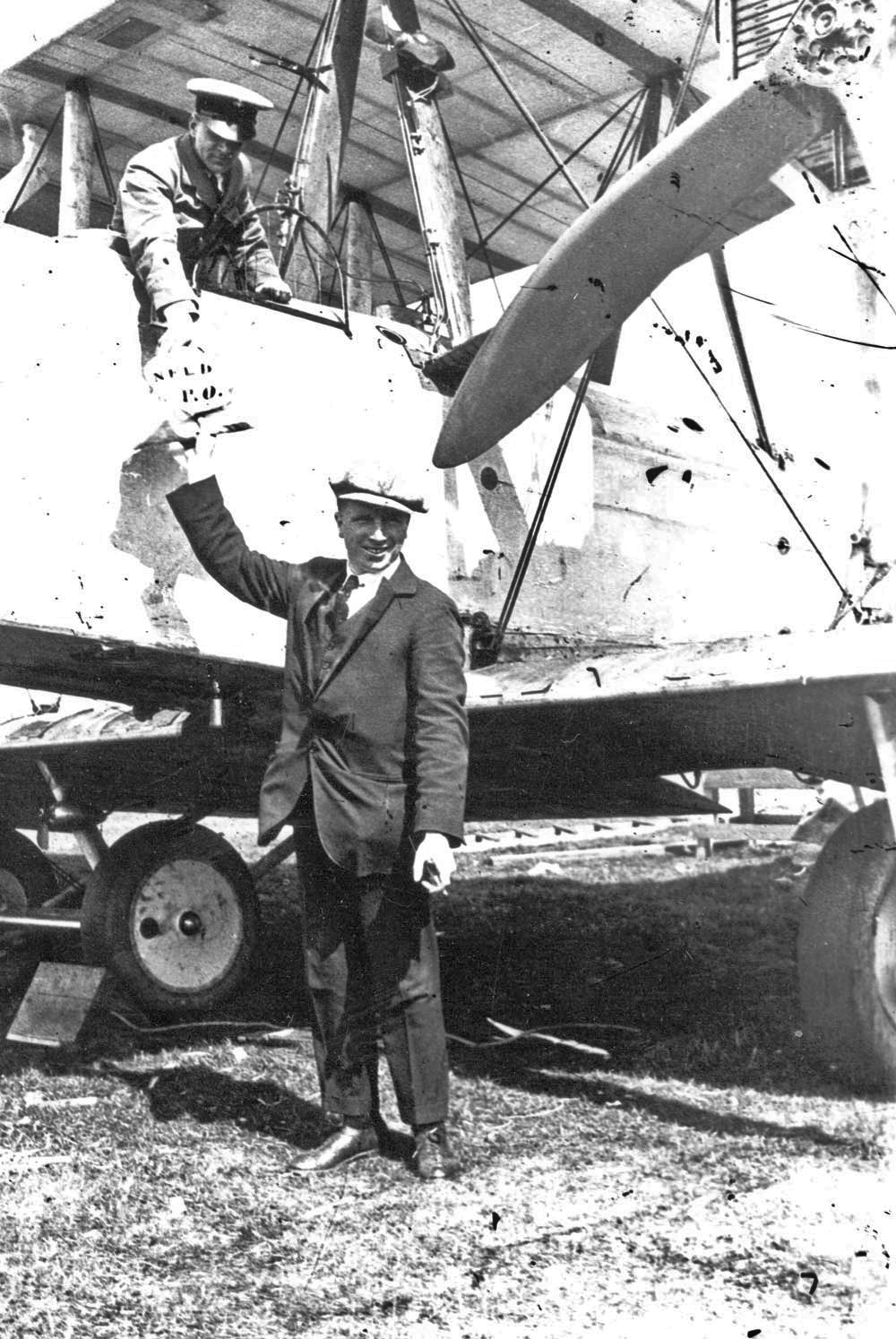
Brown (oben) und Alcock laden am 14. Juni 1919 vor dem Start von Lester’s Field Post in die Vickers Vimy
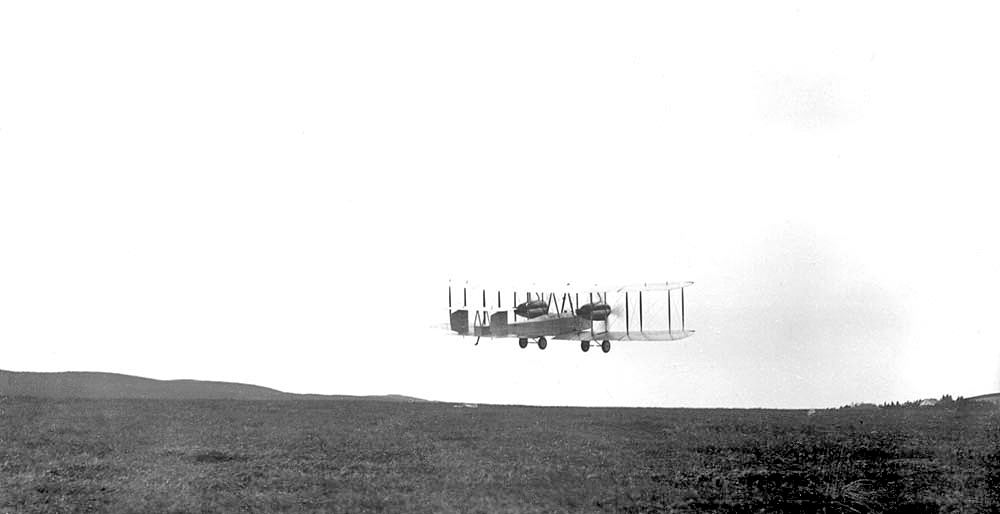
Die Vickers Vimy von Alcock und Brown in St. John’s, Neufundland am 14. Juni 1919
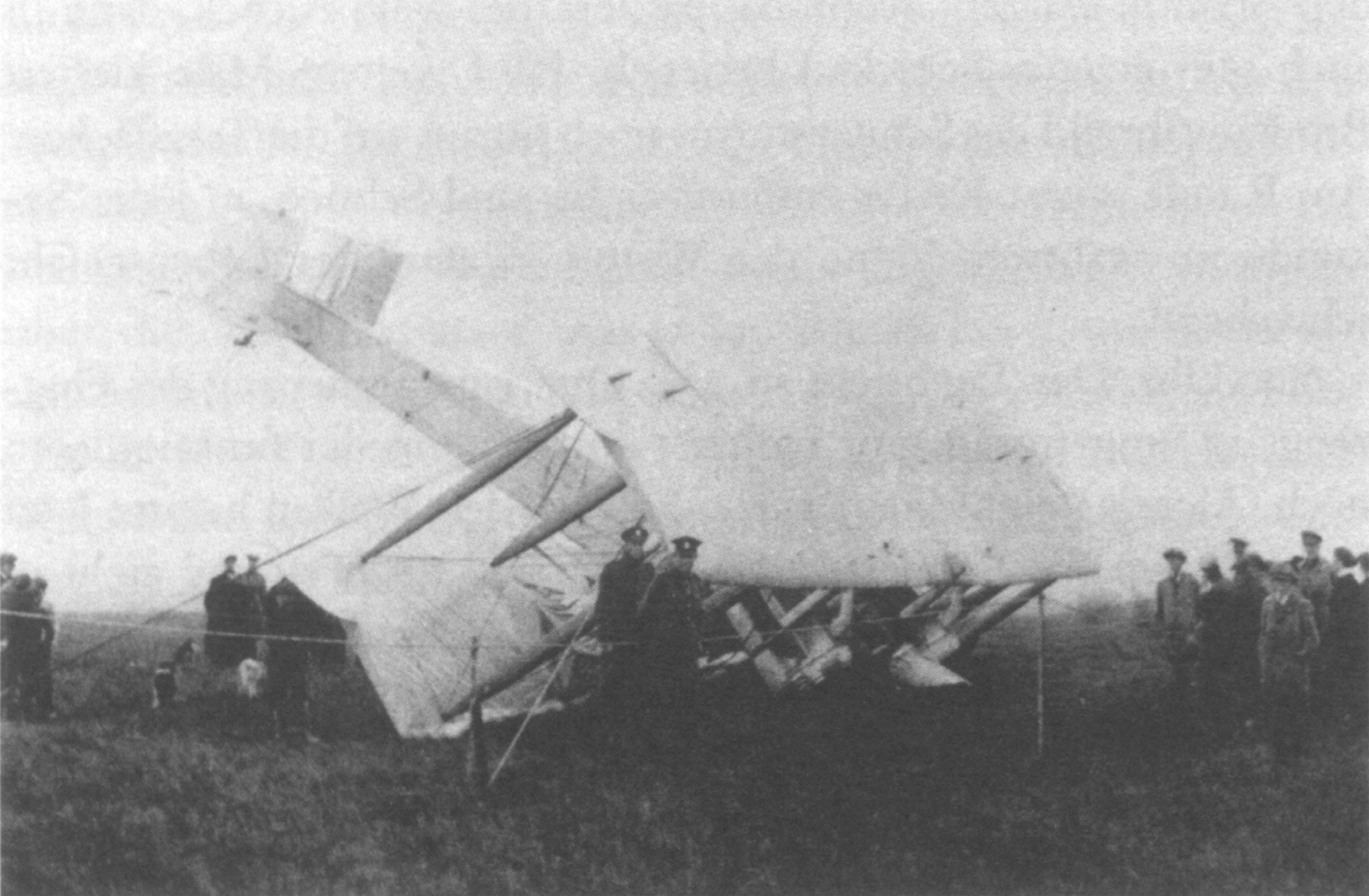
Die Vickers Vimy von Alcock und Brown nach der Landung bei Clifden, Irland am 15. Juni 1919
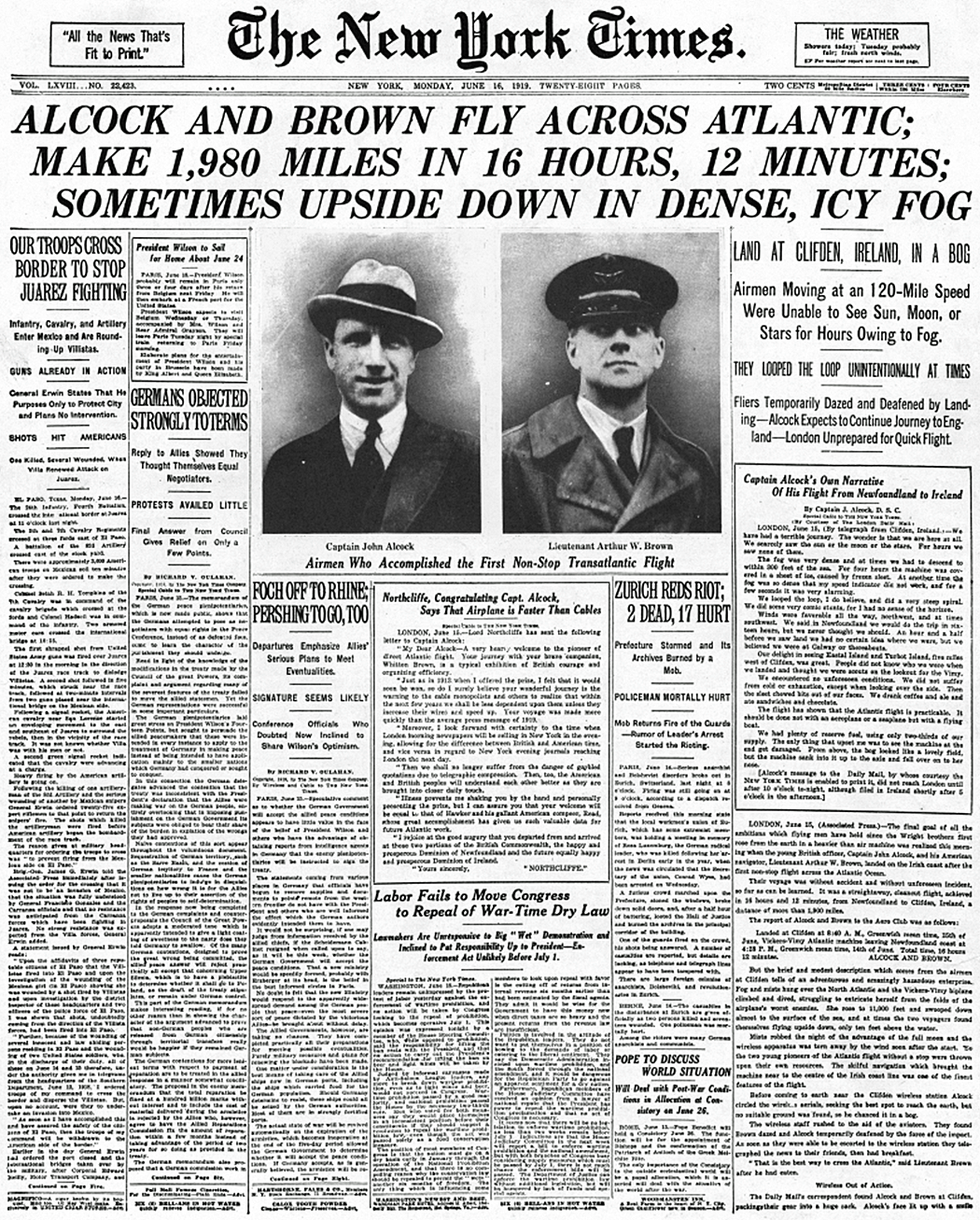
Die Titelseite der New York Times vom 16. Juni 1919

Der Transatlantikflug von Alcock und Brown wurde am 31. Mai 1950 durch die kanadische Regierung, auf Vorschlag des Historic Sites and Monuments Board of Canada, zu einem „nationalen historischen Ereignis“ erklärt.

## Werdegang
Arthur Whitten Brown war vor dem Ersten Weltkrieg ausgebildeter Ingenieur. Im Krieg wurde er am 10. November 1915 schwer verwundet und geriet in deutsche Kriegsgefangenschaft. Nach seiner Entlassung aus der Gefangenschaft vertiefte er seine Flugzeugnavigationskenntnisse. Anlässlich eines Besuchs in den Vickers-Werken wurde ihm der Navigator-Posten für den bereits mit John Alcock als Piloten geplanten Transatlantikflug angeboten.
Wenige Tage nach dem Flug wurden Alcock und Brown von König George V. zu Rittern geschlagen.
Er arbeitete später für Metropolitan-Vickers. Während des Zweiten Weltkriegs diente Brown in der British Home Guard als Oberstleutnant, bevor er im Juli 1941 wieder in die RAF eintrat und im RAF-Ausbildungskommando als Offizier für die Navigation arbeitete. Sein Gesundheitszustand verschlechterte sich und Mitte 1943 musste er im Air Training Corps wegen einer medizinischen Behandlung aufgeben. Bis 1948 hatte sich Browns Gesundheitszustand verschlechtert, obwohl er als General Manager für Metropolitan-Vickers noch eingeschränkt arbeiten durfte. 
Brown starb am 4. Oktober 1948 im Schlaf an einer versehentlichen Überdosis von Veronal (Schlaftablette).